# Frigyes Korányi (politicus)

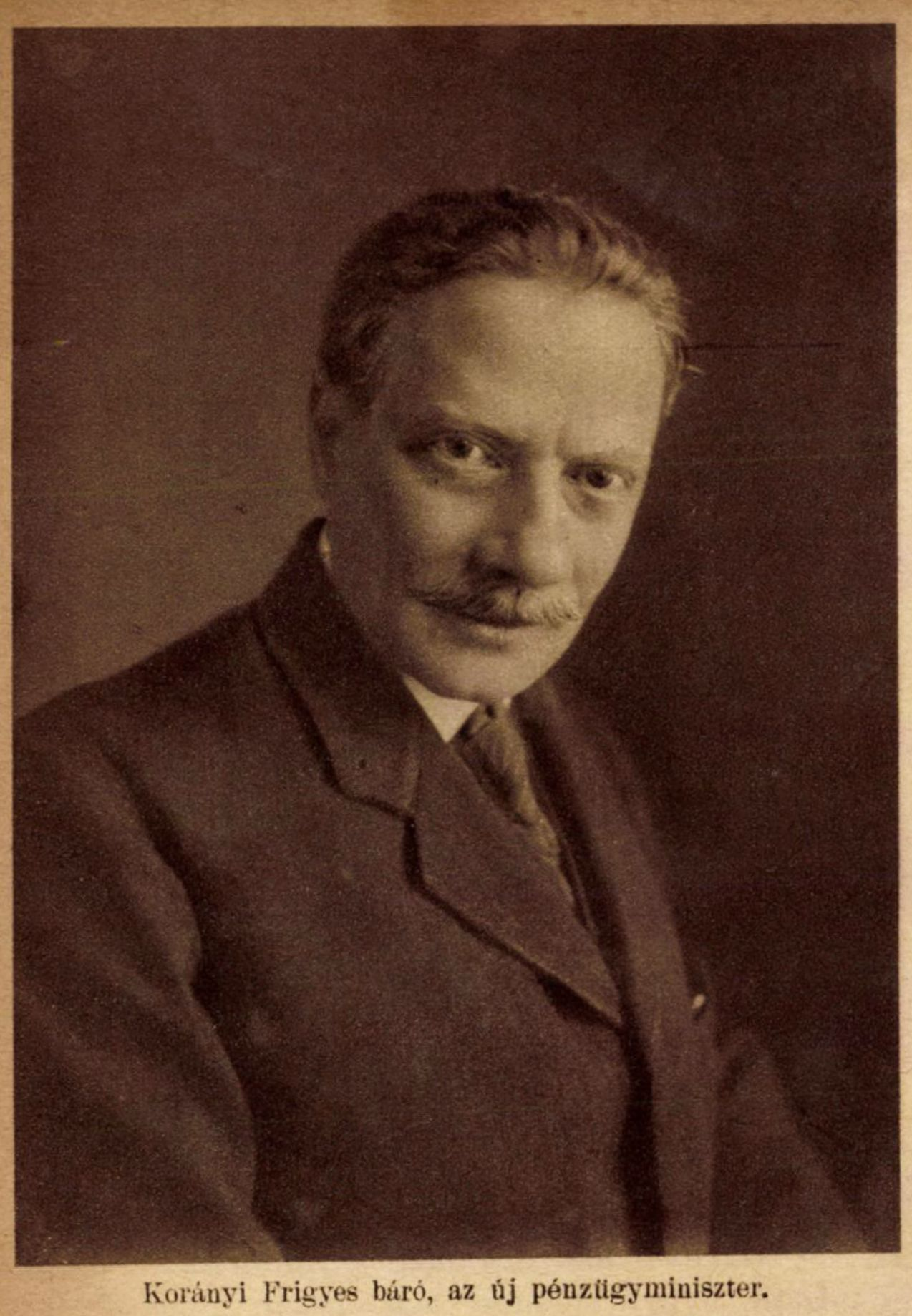
Frigyes Korányi

Baron Frigyes Korányi de Tolcsva (Pest, 21 juni 1869 – Boedapest, 26 december 1935) was een Hongaars politicus, die drie keer Hongaars minister van Fincanciën was: van 1919 tot 1920, in 1924 en van 1931 tot 1932. Zijn vader was de bekende arts Frigyes Korányi. Zijn moeder was Malvin Bónis, een calvinistische Hongaarse van adellijke afkomst. Hijzelf studeerde in Boedapest en aan andere universiteiten in Europa. In 1922 werd hij lid van de Eenheidspartij, de dominante politieke partij ten tijde van het Koninkrijk Hongarije. Van 1923 tot 1924 was hij ambassadeur in Parijs. Na zijn laatste ambtstermijn als minister van Financiën werd hij in 1932 lid van het Magnatenhuis.
Naast zijn politieke loopbaan was Korányi ook op artistiek actief in zijn vrije tijd: hij schreef toneelstukken en romans, waaronder Hajnalhasadás ("Zonsopgang") uit 1900.